# 兄弟群島

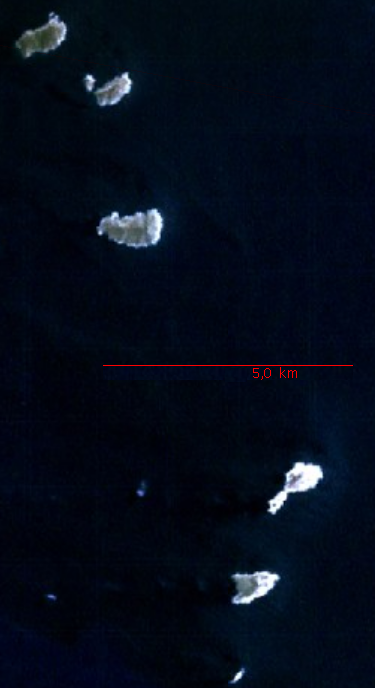

兄弟群島（西班牙語：Islas Los Hermanos）是委內瑞拉的群島，位於瑪格麗塔島以北約80公里的加勒比海，屬於背風安的列斯群島的一部分，由6座島嶼組成，行政方面由聯邦屬地負責管轄，總面積2.14平方公里，島上無人居住。